# Alexandre Egorov
Pour les articles homonymes, voir Egorov.
Alexandre Nikolaïevitch Egorov (en russe : Алекса́ндр Никола́евич Егоров) né le 31 décembre 1954 à Léninegrad est un peintre russo-suisse et poète de haïkus.

## Biographie
Il a étudié la peinture à l’Art Studios chez Lev Ovchinnikov et le dessin à l’Académie impériale des Beaux-Arts chez le peintre Ivan Govorkov. Il a travaillé comme dessinateur de dessins animés au studio de tournage « Lennauchfilm ».
Il a aidé Bilichenko à créer et réaliser les décors pour le musée municipal « Anna Akhmatova. L’âge d’argent ».
Egorov est le créateur du premier jeu de tarot russe : « Egorov Tarot » ou « Egorov Golden Russian Tarot Deck » qui a été édité en 1992 à Vienne par la compagnie Piatnik.
Les racines de son travail remontent à l’« âge d’argent », aux cosmistes russes des 19e et 20e siècles dont le sens de la créativité consistait en la compréhension du fait que l’homme est de nature cosmique, que ses actes ont une valeur cosmique et qu’il assume une responsabilité cosmique.
« Le rien dans le tout » de Malevitch, « La grande utopie » de Kandinsky et le mouvement vers l’Esprit des peintres cosmistes sont les trois piliers sur lesquels le monde pictural d’Egorov est construit. Le sentiment que nous sommes tous « un » pose au peintre le devoir de témoigner de cela et de créer un monde où les contradictions s’annulent et se reflète l’harmonie du monde. Le peintre crée un conte sur le monde intemporel, sur le monde au-delà des conflits du bien et du mal, de la manifestation de l’amour vers la perfection et de l’aspiration à la perfection.
Pour mieux comprendre cela, en 1988, il est devenu praticien de Dzogchen – des doctrines de l’école Namkhaï Norbu Rinpoche.
Depuis 2001, il vit et pratique en Suisse.

## Travail
- Egorov Tarot (Collection Piatnik & Söhne, Vienne) - 1992
- Tarot Virginie (Collection Stuard R. Kaplan, New York) - 1993
- Marcher à travers Arcana (Collection Stuard R. Kaplan, New York) - 1993
- Tarot de l’histoire russe (Collection Piatnik & Söhne, Vienne) - 1994
- Tarot  de contes (Collection Piatnik & Söhne, Vienne) - 1995
- Cartes de duo Zikr (Collection privée) - 1999
- Alexander Egorov Tarot (Collection Stuard R. Kaplan, New York) - 2001